# ピーターパン (製パン)
株式会社ピーターパン（英: Peaterpan Co., Ltd）は、千葉県船橋市に本社を置く製パン企業。

## 概要
事業領域は『ちょっと贅沢、ちょっとおしゃれな食文化提供業』と定義されている。

## 沿革
2015年に小麦の郷店において自社商品である「元気印のメロンパン」を1日の通常営業時間内で7千個販売するギネス世界記録に挑戦し、目標を大幅に上回って達成した。公式認定員が9749個を記録し「24時間以内で最も売れた焼きたて菓子パンの数/1つの種類　(Most freshly baked sweet buns sold in 24 hours (single kind))」として認定された。

## 特徴
人気の理由は、徹底的に"焼きたて"にこだわっていること、家族皆が来ても楽しめる店づくり。コーヒー無料のテラス席は、地元住民の憩いの場に。さらにクリスマスや餅つきなど季節ごとに採算度外視でイベントを開くなど、街のコミュニティーとなっている。
常時100種類のパンを提供するピーターパンだが、定期的に新商品を出している。提案は全従業員で誰でもOK。

## 店舗
- 千葉県
  - 船橋市
    - 石窯パン工房店
    - ピーターパンJr.シャポー船橋店（JR船橋駅改札内）
    - 小麦市場　シャポー船橋店（JR船橋駅改札外）

  - 市川市
    - 小麦工房店

  - 鎌ケ谷市
    - 小麦の郷店

  - 八千代市
    - 小麦の丘店

  - 習志野市
    - 奏の杜店

  - 千葉市
    - ペリエ千葉エキナカ店（JR千葉駅改札内）

  - 白井市
    - 小麦の根店（フランチャイズ）[5]

## テレビ番組
- 日経スペシャル カンブリア宮殿 地元にあった奇跡の店SP 第1弾 「地域住民の幸せを膨らませる奇跡のパン屋」（2016年2月4日、テレビ東京）[4]